# یواس‌اس بالی (آی‌دی-۲۴۸۳)
یواس‌اس بالی (آی‌دی-۲۴۸۳) (به انگلیسی: USS Bali (ID-2483)) یک کشتی است که طول آن 420' 6" می‌باشد. این کشتی در سال ۱۹۱۷ ساخته شد.